# ادر (بازیکن فوتبال، زاده ۱۹۸۴)
ادر (انگلیسی: Eder؛ زادهٔ ۳۱ دسامبر ۱۹۸۴) بازیکن فوتبال اهل برزیل است.
از باشگاه‌هایی که در آن بازی کرده‌است می‌توان به باشگاه فوتبال تسپاکوستاسو گونما اشاره کرد.